# Jiří Hlušička
Jiří Hlušička (24. dubna 1929 Nový Bydžov – 31. října 2024 Brno) byl český historik umění, teoretik a výtvarný kritik se zaměřením na české umění 20. století, muzejní a galerijní pracovník, dlouholetý ředitel Moravské galerie v Brně. 

## Život a kariéra
Po vyučení typografem v tiskárně v Liberci (1947) absolvoval obor grafika na Vyšší škole uměleckého průmyslu v Brně (1947–1951). Na brněnské Filozofické fakultě vystudoval v letech 1952–1957 dějiny umění a estetiku u prof. Alberta Kutala a Václava Richtera. Od roku 1957 pracoval jako asistent na Katedře dějin architektury a ornamentálního kreslení FAPS VUT Brno. Po nástupu na místo přednosty obrazárny Moravského muzea roku 1959 se zasloužil o vznik Moravské galerie v Brně. V letech 1961–1989 zde vykonával funkci ředitele.
Koncipoval program galerie a připravil četné výstavy českého a československého moderního umění. Je spoluzakladatelem Mezinárodního bienále užité grafiky a až do roku 1989 byl jeho generálním komisařem. Za vedení Jiřího Hlušičky vždy doplňovaly sbírkotvornou, výstavní a publikační práci Moravské galerie různé formy kulturně-výchovné činnosti. Jiří Hlušička podnítil organizování kulturních pořadů, např. cyklu večerů, kde společné působení slova, obrazu a hudby mělo přiblížit vybrané kapitoly z dějin světového i českého umění. Dále byl iniciátorem kulturně-výchovných pořadů pro mládež.
V roce 1971 působil jako externí učitel dějin umění na JAMU, v letech 1977–1989 jako externí přednášející Semináře dějin umění FF MU v Brně. Byl členem umělecké rady Ministerstva kultury (1970–1973), vědeckých rad NG v Praze a SNG v Bratislavě, a vykonával funkce ve SČVU (1973–1977 kontrolní a revizní komise, 1982–1989 člen ÚV SČVU).
Zájmově se věnoval rovněž tvůrčí fotografii, kterou představil na výstavě v Galerii Pekařská v Brně v roce 2019.

### Ocenění
- 1968 státní vyznamenání Za vynikající práci
- 1979 Medaile za zásluhy o rozvoj Jihomoravského kraje
- 2022 Cena města Brna za rok 2021

## Dílo
Publikoval v odborných časopisech i knižně. Věnoval se znalecké činnosti v oboru českého umění dvacátého století. Ve svých publikacích Jiří Hlušička uplatňoval uměleckohistorickou metodu, která věcný a přesný rozbor tvorby jednotlivých osobností nebo vývojových období začleňuje do širších historických souvislostí.

### Publikace (výběr)
- Jan Rambousek, NČSVU, Praha 1963
- Vincenc Makovský, Odeon, Praha 1979
- František Foltýn, Odeon, Praha 1982
- České moderní malířství v Moravské galerii v Brně (1890-1919), Blok, Brno 1984
- Současná světová grafika – deset brněnských bienále, Odeon, Praha 1986
- Robert Falk,Odeon, Praha 1986
- Karel Jílek, Odeon, Praha 1987
- České moderní malířství v Moravské galerii v Brně (1920-1950), Blok, Brno 1989
- Jaroslav Král, Odeon, Praha 1990
- Michal Ranný,Odeon, Praha 1997
- Vladimír Komárek- grafika. Vladimír Komárek- obrazy, Akropolis, Praha 1995
- Bocian – Yvonne Tinayrová, Písek 1997
- Sochař Josef Kubíček, ARGO, Praha 2000
- Malířka Zdena Höhmová, Nadace Universitas Masarykiana, Brno 2000
- Vincenc Makovský (kol.), Nadace Universitas Masarykiana, Brno 2002
- Emil Filla, Galerie Antonín Procházky, Brno 2003
- The Hascoe Collection of Czech,Modern Art, Norman Hascoe, Prague 2004
- Jánuš Kubíček, kresba a grafika, FOTEP, Brno 2004
- František Foltýn, Galerie Antonína Procházky, Brno 2006
- Jánuš Kubíček, akvarely a kvaš, FOTEP, Brno 2007
- Jan Trampota, Galerie Antonína Procházky, Brno 2009